# 宮川村立大無雁小学校
宮川村立大無雁小学校 （みやがわそんりつ おおむかりしょうがっこう）は、かつて岐阜県吉城郡宮川村（現・飛騨市宮川町）に存在した公立小学校。

## 概要
- 宮川村南部（旧・吉城郡坂上村）の小学校であり、大無雁・小谷。落合などが校区であった。1969年、坂上小学校〈旧〉、種蔵小学校と統合し、坂上小学校の新設により廃校。

## 沿革
- 1874年（明治7年）2月 - 大無雁村、小谷村、落合村の児童は、宮川対岸の角川村が近かったこともあり、角川学校へ通学となる。そのため、大無雁村、小谷村、落合村は角川学校の建設費を一部負担する。
- 1875年（明治8年） - 大無雁村、小谷村、落合村、岸奥村、野首村、林村、牧戸村、丸山村、巣之内村、種蔵村、菅沼村、森安村、西忍村、高牧村、三川原村が合併し、坂上村が発足。
- 1889年（明治22年）4月 - 学校令の改正により、大無雁・小谷・落合の児童の角川簡易科小学校への通学は中止。
- 1891年（明治24年）4月 - 大無雁・小谷・落合の児童の角川尋常小学校への委託を再開。
- 1909年（明治42年）9月26日 - 大無雁尋常小学校が開校。角川尋常高等小学校への委託を解消。
- 1917年（大正6年）9月 - 農業補習学校を併設。

- 1922年（大正11年）11月 - 校舎を増築する。
- 1926年（大正15年）7月 - 青年訓練所を併設する。
- 1934年（昭和9年）1月 - 大字小谷に小谷冬季分教場を設置。
- 1935年（昭和10年）7月 - 青年学校を併設する。
- 1941年（昭和16年）4月1日 - 大無雁国民学校に改称する。
- 1947年（昭和22年）4月1日 - 坂上村立大無雁小学校に改称する。
- 1952年（昭和27年）4月 - 坂上中学校大無雁分校が独立し、大無雁中学校となる。大無雁小学校に併設。
- 1956年（昭和31年） 9月30日 - 坂上村と坂下村が合併し、宮川村が発足。同時に宮川村立大無雁小学校に改称する。
- 1959年（昭和34年）4月 - 大無雁中学校が廃校。大無雁小学校は単独校となる。
- 1964年（昭和39年）3月 - 統合により廃校。小谷冬季分校は新設の坂上小学校に引き継がれる。